# Подарёнка (мультфильм)
«Подарёнка» — советский кукольный мультфильм 1978 года по сказу Павла Бажова «Серебряное копытце». Мультфильм снят на Свердловской киностудии на плёнке Казанского химзавода «Тасма» по заказу Государственного комитета СССР по телевидению и радиовещанию.

## Сюжет
У старика по имени Кокованя семьи не было. Поэтому решил Кокованя взять на воспитание себе сиротку и отправился в тот дом, где она жила. Большая семья поприветствовала Кокованю; он подошёл к девочке и завёл с сироткой разговор. Девочка была очень удивлена, что дедушка узнал, как её зовут — Подарёнка. Дедушка ей понравился, потому что был он весёлым и добрым. Кокованя рассказал Подарёнке о необычном козле, который водится в этих местах, и тем её ещё больше заинтересовал, поэтому сиротка пошла жить к дедушке не раздумывая.
Жить сиротке Подарёнке вместе с дедом стало веселее, да и дедушке утеха на старость. Кокованя любил рассказывать внучке про этого самого козла, как у него из-под копыт летят настоящие камни-самоцветы. Подарёнка все никак не могла поверить, что такой козёл и впрямь бывает, но однажды он подошёл к их дому очень близко, и тогда началось то, о чём всё время рассказывал ей дедушка. А когда пришёл сам дедушка, все всю ночь смотрели на это чудо.

## Съёмочная группа
- Автор сценария: Александр Розин
- Режиссёр: Игорь Резников
- Оператор и кукловод: Валентин Баженов
- Художник: Н. Павлов
- Декоратор: Валерий Лукинов
- Композитор: Владислав Казенин
- Звукооператор: Р. Шумелов
- Монтажёр: Л. Пермякова
- Ассистенты: Л. Богданович, Г. Майер, Татьяна Юшкова, Г. Юшков, Т. Сивашова, Оксана Черкасова
- Роли озвучивали: Георгий Светлани (Кокованя, текст от автора), Любовь Ворожцова (Дарёнка)
- Редакторы: Г. Булатов, И. Орлов
- Директор картины: Фёдор Антонов

## Музыка
В мультфильме звучит музыка в исполнении оркестра Госкино СССР под руководством дирижёра Давида Штильмана.
В мультфильме исполняется песня на стихи Марка Лисянского, принимавшего также участие в работе над мультфильмом «Малахитовая шкатулка».

## Отзывы
Особым спросом пользовались лишь анимационные версии бажовских сказок, наивные и поучительные детские истории.
— Лариса Малюкова

## Видеоиздания
В России в 2000-е годы мультфильм выпущен на DVD изданием «Твик Лирек» в сборнике мультфильмов «Сказки Бажова».
В 2007 году мультфильм снова выпущен на DVD изданием «Крупный План» в сборнике мультфильмов «Малахитовая шкатулка».